# تنومة (العراق)

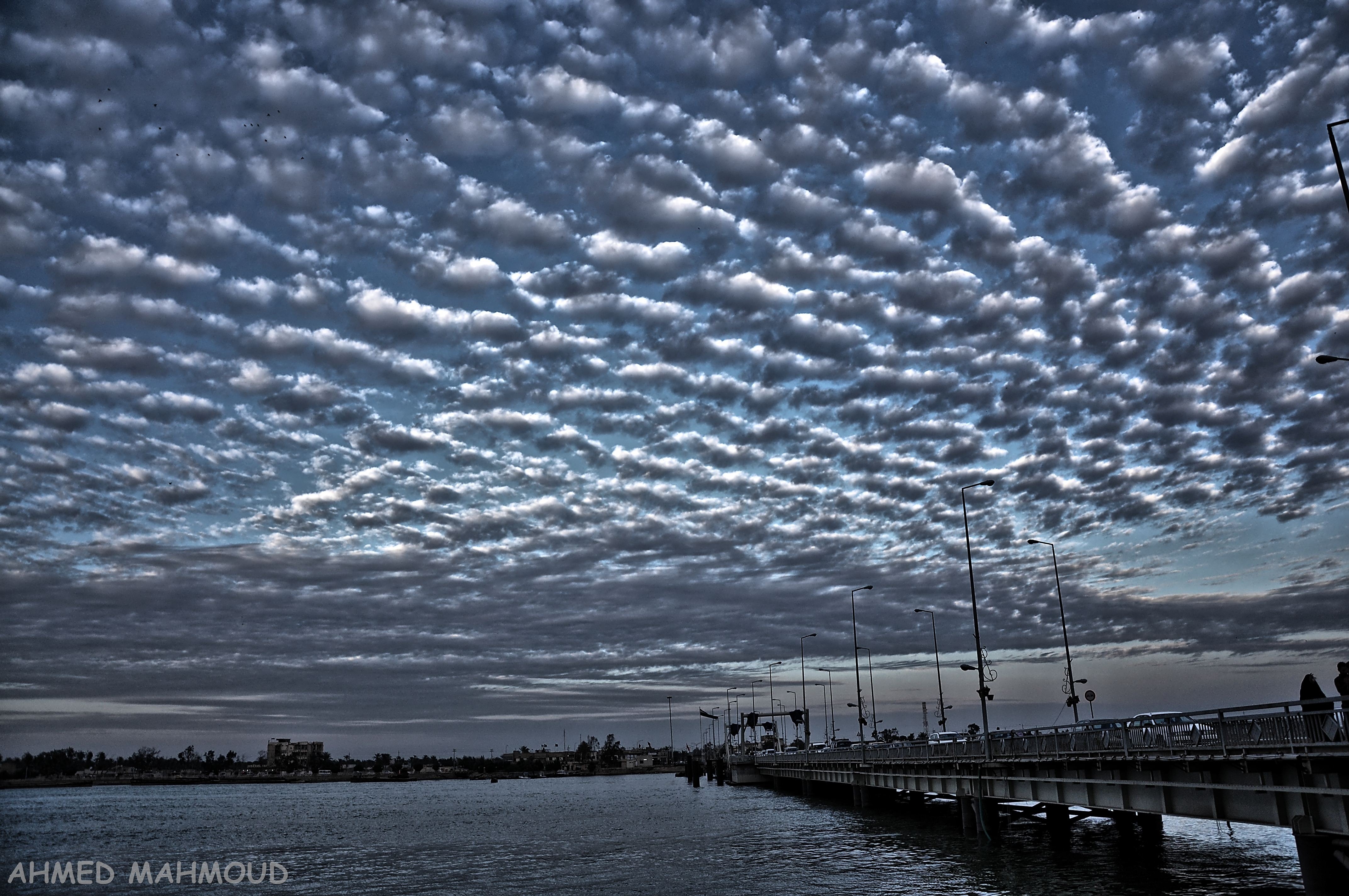
منظر من جسر التنومة الجديد

 التنومة  بلدة عراقية في محافظة البصرة جنوب العراق إلى الشرق من مدينة البصرة على ضفاف شط العرب قرب الحدود العراقية الإيرانية، يفصلها عن مركز البصرة شط العرب وترتبط بالمركز بواسطة جسرين أحدهما عائم ويوجد بها المنفذ البري الذي يربط البصرة بإيران وهو الشلامجة. تعتبر التنومة مركز قضاء شط العرب وهناك العديد من القرى التابعة لها إدارياً مثل كردلان ونهر حسن والكباسي الكبير والصغير والفيحاء والحوطة وكتيبان والزريجي وغيرها والتي تقع جميعها شمال التنومة فيما يتبع لها من الجنوب الصالحية والدعيجي وعتبة وكوت الجوع ونهر جاسم والشلامجة وغيرها.

## خصائصها
تعتبر التنومة والمناطق التابعة لها الأكثف في العالم من حيث زراعة النخيل والفواكه. تحملت قرى شط العرب مواجهة المكننة العسكرية العراقية التي لا ترحم أثناء تقدمها وهي تسحق بأقدامها كل حياة لتحول الجنان الخضراء إلى أراضٍ جرداء إبان الحرب العراقية الإيرانية التي بدأت عام 1980 وانتهت عام 1988 إضافة إلى القصف الإيراني العنيف. في عام 1915م أنشا فيها أول محطة طيران للجيش البريطاني في العراق والجزيرة العربية بعد عام من دخول القوات البريطانية للعراق. ضمت التنومة جامعة البصرة التي تأسست في عام 1964 والتي انتقل مكانها فيما بعد إلى قضاء البصرة.
وتحتوي التنومة على 40 شارع موزعة على طول شارع التنومة الرئيسي ذهاباً وإياباً.
من أحياء التنومة: الحيانية، الجامعة، الصالحية، كردلان، الدواجن.

## التسمية
يرجع سبب تسميتها إلى عدة روايات فقد قيل بأنها سميت على اسم نوع من النبات فيها يسمى تنوم أوراقه تنفع لصبغ الشعر وهناك رأي يقول بوجود تل وقربة امرأة اسمها نومه لديها مكان لبيع الحاجيات والأكلات الشعبية وكان أشبه بالملتقى للقادمين والخارجين والكل ينادون هذا المكان ب ( تل نومه) حتى انتشرت هذه التسمية وشاعت بين الناس.
وقيل أنها سميت بالتنومة من المهاجرين العرب اللذين قدمو قديما من الجزيرة العربية وقد رأوا مزارعها وكأنها جنة فتذكرو إحدى مدن جنوب الجزيرة العربية التاريخية اللتي وصفت بجمالها وزهورها وهي مدينة تنومة (السعودية).